# Vilho Väisälä
Vilho Väisälä (28 de setembre de 1889, Utra, Kontiolahti, Finlàndia - 12 d'agost de 1969, Hèlsinki, Finlàndia) va ser un meteoròleg i físic finlandès, i el fundador de l'empresa Vaisala de radiosondes.
Després d'obtenir la llicenciatura en matemàtiques l'any 1912, Väisälä va treballar per a l'Institut Meteorològic Finlandès en mesuraments aerològics, especialitzant-se en la investigació de la troposfera superior. En aquella època els mesuraments s'efectuaven per mitjà d'un estel al qual s'hi subjectava un termògraf.
L'any 1917 va publicar la seva tesi doctoral en matemàtiques Ensimmäisen lajin elliptisen integralin käänteisfunktion yksikäsitteisyys (El valor únic de la funció inversa de la integral el·líptica de primera espècie). Va ser la primera, i encara és l'única, tesi doctoral en matemàtiques escrita en finlandès.
Väisälä va participar en el desenvolupament de la radiosonda, un mecanisme subjecte a un globus que és llançat per fer mesuraments de l'aire a diferents capes verticals de l'atmosfera (bàsicament troposfera i estratosfera). L'any 1936 va engegar Vaisala, la seva pròpia companyia, que manufacturava radiosondes i, més endavant, altres instruments meteorològics.
L'any 1948 va ser nomenat com a Catedràtic de Meteorologia a la Universitat de Hèlsinki.
Els dos germans de Vilho Väisälä, Kalle Väisälä i Yrjö Väisälä, també van tenir notables carreres científiques.
Vilho Väisälä parlava esperanto, i va tenir un paper actiu en el moviment esperantista. Durant el Congrés Universal d'Esperanto de 1969, que es va celebrar a Hèlsinki poc abans de la seva mort, va exercir de rector de la Internacia Kongresa Universitato (Universitat Congressual Internacional) i va coordinar les conferències especialitzades ofertes per diversos acadèmics als congressistes en llengua esperanto.
En honor seu, l'Organització Meteorològica Mundial entrega el premi Professor Dr. Vilho Väisälä el Dia Meteorològic Mundial a treballs de recerca destacats sobre instruments i mètodes d'observació a nivell mundial.